# William Chandler Roberts-Austen
Sir William Chandler Roberts-Austen KCB (Londra, 3 marzo 1843 – Londra, 22 novembre 1902) è stato uno scienziato inglese.
Oggi è noto per le sue ricerche sulle proprietà fisiche dei metalli e delle leghe metalliche. L'austenite prende il nome in suo onore.

## Biografia
Nacque come Chandler Roberts a Surrey (Kennington, borgo di Londra). I suoi genitori erano George e Maria Roberts nata Chandler.
Fu educato privatamente alla Royal School of Mines (1861–1865).
Fu nominato Assistente al Maestro della Zecca Reale e successivamente divenne Chimico della Royal Mint (1869), Professore di Metallurgia alla School of Mines (1880) e chimico alla Royal Mint (1882–1902).
Nel 1885 assunse il cognome di Roberts-Austen su richiesta dello zio, il Maggiore Austen, come condizione per ricevere la sua eredità.
Nel corso della sua carriera, sviluppò procedure per l'analisi dei costituenti di lega ed un pirometro per registrare automaticamente le variazioni di temperatura dei forni e dei metalli fusi. Divenne una autorità mondiale negli aspetti tecnici della coniazione, ma è ricordato soprattutto per i suoi studi sul diagramma ferro-carbonio. Come già accennato, l'austenite prende il nome in suo onore.